# Waller (Teksas)
Waller je grad u američkoj saveznoj državi Teksas. Prema popisu stanovništva iz 2010. u njemu je živjelo 2.326 stanovnika.